# Ibuki (lớp tàu chiến-tuần dương)
Lớp tàu chiến-tuần dương Ibuki (tiếng Nhật:伊吹型 Ibuki-gata), đội khi còn được gọi là Lớp tàu chiến-tuần dương Kurama (tiếng Nhật:鞍馬型 Kurama-gata), là một lớp bao gồm hai tàu tuần dương bọc thép lớn được Hải quân Đế quốc Nhật Bản chế tạo vào đầu Thế kỷ 20. Cả hai chiếc trong lớp được tái xếp lớp như những tàu chiến-tuần dương vào năm 1912, tham gia Chiến tranh Thế giới thứ nhất, và đều đã bị tháo dỡ vào tháng 9 năm 1923 do những giới hạn của Hiệp ước Hải quân Washington.

## Những chiếc trong lớp
| Tàu           | Đặt lườn            | Hạ thủy              | Hoạt động            | Số phận                        |
| Ibuki (伊吹)  | 22 tháng 5 năm 1907 | 21 tháng 10 năm 1907 | 11 tháng 11 năm 1907 | Bị tháo dỡ 20 tháng 9 năm 1923 |
| Kurama (鞍馬) | 23 tháng 8 năm 1905 | 21 tháng 10 năm 1907 | 28 tháng 2 năm 1911  | Bị tháo dỡ 20 tháng 9 năm 1923 |